# Raión de Léninsk
El raión de Léninsk (ruso: Ле́нинский райо́н) es un distrito administrativo y municipal (raión) ruso perteneciente a la óblast de Volgogrado. Se ubica en el este de la óblast. Su capital es Léninsk.
En 2021, el raión tenía una población de 27 976 habitantes. Tres cuartas partes de los habitantes son étnicamente rusos, quienes conviven con diversas minorías, destacando un 6% de tártaros del Volga y otro 6% de kazajos.
El raión es limítrofe al sur con la óblast de Astracán. La mayor parte de la población del distrito vive en torno al río Ájtuba, que recorre el centro del raión de oeste a este, después de separarse del Volga entre Volgogrado y Volzhski, y antes de pasar por Známensk. Al sur de este río, el raión es casi inhabitable por hallarse en una llanura de inundación que separa el Ájtuba y el Volga, por lo que la zona está protegida como parque natural. Al norte del Ájtuba, el raión también está muy poco poblado, pero por el motivo contrario, ya que se extiende sobre una estepa.

## Subdivisiones
Comprende la ciudad de Léninsk (la capital, que forma un ayuntamiento urbano sin pedanías) y treinta localidades rurales. Estas últimas se agrupan en los siguientes doce asentamientos rurales:
- Bajtiyárovka
- Zaplávnoye
- Put Ilyicha
- Karshevítoye
- Kólobovka
- Komunar
- Maliáyevka
- Mayak Oktiabria
- Pokrovka
- Rasvet
- Stepnói
- Tsarev